# 対決 (1967年の映画)
『対決』（たいけつ）は、1967年9月6日に公開された日本の映画である。監督は舛田利雄。主演は小林旭。日活制作。

## 概要
満州常シリーズ第1弾。大正末期の富河原を舞台に、地元の有力ヤクザを救うために、新興勢力に立ち向かった若者が自首して、出所して世間に戻ってきたら以前と変わりすぎていた。

## キャスト
- 満州常：小林旭
- 大竹直次郎：高橋英樹
- お光：和泉雅子
- おとん：北林早苗
- 益子：玉川伊佐男
- 銭山亀吉：青木義朗
- 高山安造：山田禅二
- 島崎久七：久遠利三
- きく新：新井麗子
- 小吉：三条泰子
- 繁やん：武藤章生
- 芝寅の子分・粂吉：杉江弘
- 小西署長：伊藤寿
- 下足番・喜助：河上喜史朗
- 織物工場の見廻り役：榎木兵衛
- 芝寅の子分・岩三：木島一郎
- 広川：河野弘
- 闇市にいる人：亀山靖博
- 金：黒田剛
- 女工・お鈴：兜木美鈴
- 妓夫太郎：島村謙次
- 下足番：本目雅昭
- 囚人：村上和也
- 芝寅の子分：晴海勇三、田畑善彦
- 益子の子分：高橋明
- 島崎の子分：戸波志朗
- 島崎の子分・益子の子分：桂小かん
- お雅：和田みどり
- お照：瞳美沙
- 芝寅一家子分：式田賢一、溝口拳、有村道宏、中平哲仟
- 益子の子分：立川博、水川国也
- 芝寅一家子分：根本義幸
- 高安一家子分：矢藤昌宏
- 益子の子分：前田武彦
- 技斗：高瀬将敏
- 加納司法主任：葉山良二
- 大竹清二郎：中谷一郎
- 芝田寅吉：安部徹

## スタッフ
- 監督・脚本：舛田利雄
- 脚本：池上金男
- 企画：高木雅行
- 音楽：真鍋理一郎

## 同時上映
『みな殺しの拳銃』
- 脚本：中西隆三、藤井隆史 / 監督：長谷部安春 / 主演：宍戸錠